# Campeonato Sudamericano 1937/Spiele
Diese Seite ist eine Unterseite zum Artikel Campeonato Sudamericano 1937, der über dieses Turnier für Fußballnationalmannschaften Südamerikas informiert.
| Pl. | Land        | Sp. | S | U | N | Tore    | Diff. | Punkte |
| --- | ----------- | --- | - | - | - | ------- | ----- | ------ |
| 1.  | Argentinien | 5   | 4 | 0 | 1 | 012:500 | +7    | 08:20  |
| 1.  | Brasilien   | 5   | 4 | 0 | 1 | 017:900 | +8    | 08:20  |
| 3.  | Uruguay     | 5   | 2 | 0 | 3 | 011:140 | −3    | 04:60  |
| 4.  | Paraguay    | 5   | 2 | 0 | 3 | 008:160 | −8    | 04:60  |
| 5.  | Chile       | 5   | 1 | 1 | 3 | 012:130 | −1    | 03:70  |
| 6.  | Peru        | 5   | 1 | 1 | 3 | 007:100 | −3    | 03:70  |

## Brasilien – Peru 3:2 (2:0)
| Brasilien                                              | Brasilien | Peru | Peru |
| ------------------------------------------------------ | --- | --- | ---- |
| Brasilien                                              | \| 27. Dezember 1936 in Buenos Aires (Gasómetro de Boedo) \| \| Zuschauer: 20.000 \| \| Schiedsrichter: Alfredo Vargas ( Chile) \| | \| 27. Dezember 1936 in Buenos Aires (Gasómetro de Boedo) \| \| Zuschauer: 20.000 \| \| Schiedsrichter: Alfredo Vargas ( Chile) \|                | Peru |
| Brasilien                                              | Rei – Carnera, Jaú – Tunga, Brandão, Afonsinho – Roberto, Bahía, Niginho, Tim, Patesko                                             | Valdivieso – A. Fernández, Soria – Tovar, Arce, Jordán (Castillo) – Lavalle, Magallanes (J. Alcalde), T.Fernández, Villanueva, (Alvarez), Morales | Peru |
| Brasilien                                              | 1:0 Roberto (7.) 2:0 Alfonsinho (30.) 3:1 Niginho (57.)                                                                            | 2:1 T. Fernández (55.) 3:2 Villanueva (58.) | Peru |
| 27. Dezember 1936 in Buenos Aires (Gasómetro de Boedo) | | |      |
| Zuschauer: 20.000                                      | | |      |
| Schiedsrichter: Alfredo Vargas ( Chile)                | | |      |

## Argentinien – Chile 2:1 (2:0)
| Argentinien                                            | Argentinien | Chile | Chile |
| ------------------------------------------------------ | --- | --- | ----- |
| Argentinien                                            | \| 30. Dezember 1936 in Buenos Aires (Gasómetro de Boedo) \| \| Zuschauer: 35.000 \| \| Schiedsrichter: Aníbal Tejada ( Uruguay) \| | \| 30. Dezember 1936 in Buenos Aires (Gasómetro de Boedo) \| \| Zuschauer: 35.000 \| \| Schiedsrichter: Aníbal Tejada ( Uruguay) \| | Chile |
| Argentinien                                            | Estrada – Tarrío, Iribarren – Sastre, Minella, Martínez – Peucelle, Varallo, Ferreyra, Scopelli (75. Cherro), García                | Cabrera – Cortés, Córdova (Baeza) – Montero, Riveros, Schneberger – Torres, Carmona, Toro, Avendaño, Ojeda                          | Chile |
| Argentinien                                            | 1:0 Varallo (30.) 2:0 Varallo (43.)                                                                                                 | 2:1 Toro (73.) | Chile |
| 30. Dezember 1936 in Buenos Aires (Gasómetro de Boedo) | | |       |
| Zuschauer: 35.000                                      | | |       |
| Schiedsrichter: Aníbal Tejada ( Uruguay)               | | |       |

## Uruguay – Paraguay 2:4 (2:3)
| Uruguay                                                | Uruguay | Paraguay | Paraguay |
| ------------------------------------------------------ | --- | --- | -------- |
| Uruguay                                                | \| 2. Januar 1937 in Buenos Aires (Gasómetro de Boedo) \| \| Zuschauer: 35.000 \| \| Schiedsrichter: Virgílio Antônio Fedrighi ( Brasilien) \| | \| 2. Januar 1937 in Buenos Aires (Gasómetro de Boedo) \| \| Zuschauer: 35.000 \| \| Schiedsrichter: Virgílio Antônio Fedrighi ( Brasilien) \| | Paraguay |
| Uruguay                                                | Besuzzo – Seoane, Muñiz – Andriolo, Galvalisi (80. Olivera), Chanes – Castro, Varela, Borges, Villadóniga, Ithurbide (70. Camaití)             | M. González – Invernizzi, Olmedo – Ayala, M. Ortega, Romero – Etcheverry, Erico, A. González, A. Ortega, Flor                                  | Paraguay |
| Uruguay                                                | 1:1 Varela (16.) 2:1 Varela (28.) | 0:1 A. Ortega (9.) 2:2 A. González (35.) 2:3 Erico (38., Elfmeter) 2:4 A. Ortega (79.)                                                         | Paraguay |
| 2. Januar 1937 in Buenos Aires (Gasómetro de Boedo)    | | |          |
| Zuschauer: 35.000                                      | | |          |
| Schiedsrichter: Virgílio Antônio Fedrighi ( Brasilien) | | |          |

## Brasilien – Chile 6:4 (5:3)
| Brasilien                                            | Brasilien | Chile | Chile |
| ---------------------------------------------------- | --- | --- | ----- |
| Brasilien                                            | \| 3. Januar 1937 in Buenos Aires (La Bombonera) \| \| Zuschauer: 20.000 \| \| Schiedsrichter: José Bartolomé Macías ( Argentinien) \| | \| 3. Januar 1937 in Buenos Aires (La Bombonera) \| \| Zuschauer: 20.000 \| \| Schiedsrichter: José Bartolomé Macías ( Argentinien) \| | Chile |
| Brasilien                                            | Jurandir – Nariz, Jaú – Tunga, Brandão, Canalli (46. Afonsinho) – Roberto, Luizinho, Carvalho-Leite (46. Niginho), Tim, Patesko        | Cabrera (Soto) – Cortés, Córdova (Baeza) – Montero, Riveros, Schneberger, – Torres, Carmona, Toro, Avendaño, Ojeda                     | Chile |
| Brasilien                                            | 1:0 Patesko (2.) 2:0 Carvalho-Leite (6.) 3:2 Patesko (26.) 4:2 Luizinho (30.) 5:2 Luizinho (35.) 6:3 Roberto (68.)                     | 2:1 Avendaño (19.) 2:2 Toro (25.) 5:3 Riveros (40.) 6:4 Toro (73.)                                                                     | Chile |
| 3. Januar 1937 in Buenos Aires (La Bombonera)        | | |       |
| Zuschauer: 20.000                                    | | |       |
| Schiedsrichter: José Bartolomé Macías ( Argentinien) | | |       |

## Uruguay – Peru 4:2 (2:2)
| Uruguay                                             | Uruguay | Peru | Peru |
| --------------------------------------------------- | --- | --- | ---- |
| Uruguay                                             | \| 6. Januar 1937 in Buenos Aires (Gasómetro de Boedo) \| \| Zuschauer: 20.000 \| \| Schiedsrichter: Alfredo Vargas ( Chile) \|  | \| 6. Januar 1937 in Buenos Aires (Gasómetro de Boedo) \| \| Zuschauer: 20.000 \| \| Schiedsrichter: Alfredo Vargas ( Chile) \| | Peru |
| Uruguay                                             | Ballestrero (46. Besuzzo) – Cadilla, Muñiz – Martínez, Olivera, Chanes – Castro (46. Píriz), Varela, Chirimini, Roselli, Camaití | Huby – A. Fernández, Soria (Del Río) – Tovar, Castillo, Jordán – Lavalle, Magallanes, T. Fernández, J. Alcalde, Morales         | Peru |
| Uruguay                                             | 1:0 Camaití (16.) 2:1 Varela (31.) 3:2 Varela (56.) 4:2 Píriz (79.)                                                              | 1:1 T. Fernández (29.) 2:2 Magallanes (40.)                                                                                     | Peru |
| 6. Januar 1937 in Buenos Aires (Gasómetro de Boedo) | | |      |
| Zuschauer: 20.000                                   | | |      |
| Schiedsrichter: Alfredo Vargas ( Chile)             | | |      |

## Argentinien – Paraguay 6:1 (3:0)
| Argentinien                                         | Argentinien | Paraguay | Paraguay |
| --------------------------------------------------- | --- | --- | -------- |
| Argentinien                                         | \| 9. Januar 1937 in Buenos Aires (Gasómetro de Boedo) \| \| Zuschauer: 42.000 \| \| Schiedsrichter: Aníbal Tejada ( Uruguay) \| | \| 9. Januar 1937 in Buenos Aires (Gasómetro de Boedo) \| \| Zuschauer: 42.000 \| \| Schiedsrichter: Aníbal Tejada ( Uruguay) \| | Paraguay |
| Argentinien                                         | Estrada – Tarrío, Iribarren (53. Cuello) – Sastre, Minella, Martínez – Peucelle, Varallo, Zozaya, Scopelli, García               | M. González – Olmedo, Invernizzi – Ayala, M. Ortega, Romero – Etcheverry, Erico, A. González, Esquivel, Silva                    | Paraguay |
| Argentinien                                         | 1:0 Scopelli (5.) 2:0 García (8.) 3:0 Zozaya (33.) 4:0 Scopelli (54.) 5:0 Zozaya (75.) 6:0 Zozaya (82.)                          | 6:1 A. Gonzalez (86.) | Paraguay |
| 9. Januar 1937 in Buenos Aires (Gasómetro de Boedo) | | |          |
| Zuschauer: 42.000                                   | | |          |
| Schiedsrichter: Aníbal Tejada ( Uruguay)            | | |          |

## Uruguay – Chile 0:3 (0:1)
| Uruguay                                              | Uruguay | Chile | Chile |
| ---------------------------------------------------- | --- | --- | ----- |
| Uruguay                                              | \| 10. Januar 1937 in Buenos Aires (Gasómetro de Boedo) \| \| Zuschauer: 18.000 \| \| Schiedsrichter: José Bartolomé Macías ( Argentinien) \| | \| 10. Januar 1937 in Buenos Aires (Gasómetro de Boedo) \| \| Zuschauer: 18.000 \| \| Schiedsrichter: José Bartolomé Macías ( Argentinien) \| | Chile |
| Uruguay                                              | Besuzzo – Seoane, Muñiz – Martínez, Olivera (46. Chanes), Carreras – Píriz, Varela, Chirimini (46. Roselli), Villadóniga, Camaití             | Cabrera – Cortés, Córdova – Montero, Riveros, Ponce – Torres, Carmona (Ojeda), Toro, Avendaño, Avilés (Arancibia)                             | Chile |
| Uruguay                                              | 0:1 Toro (17.) 0:2 Arancibia (59.) 0:3 Toro (83.)                                                                                             | | Chile |
| Uruguay                                              | Platzverweis: Píriz (85.) | | Chile |
| 10. Januar 1937 in Buenos Aires (Gasómetro de Boedo) | | |       |
| Zuschauer: 18.000                                    | | |       |
| Schiedsrichter: José Bartolomé Macías ( Argentinien) | | |       |

## Brasilien – Paraguay 5:0 (2:0)
| Brasilien                                            | Brasilien | Paraguay | Paraguay |
| ---------------------------------------------------- | --- | --- | -------- |
| Brasilien                                            | \| 13. Januar 1937 in Buenos Aires (Gasómetro de Boedo) \| \| Zuschauer: 20.000 \| \| Schiedsrichter: José Bartolomé Macías ( Argentinien) \| | \| 13. Januar 1937 in Buenos Aires (Gasómetro de Boedo) \| \| Zuschauer: 20.000 \| \| Schiedsrichter: José Bartolomé Macías ( Argentinien) \| | Paraguay |
| Brasilien                                            | Jurandir (Rei) – Nariz, Jaú – Tunga, Brandão, Afonsinho (Britto) – Roberto, Luizinho, Carvalho-Leite (Niginho), Tim, Patesko                  | M. González – Invernizzi, Olmedo – Aguirre, M. Ortega, Lezcano – Barrios, Erico (Vera), A. González, Silva (A. Ortega), Flor                  | Paraguay |
| Brasilien                                            | 1:0 Patesko (31.) 2:0 Luizinho (42.) 3:0 Luizinho (51.) 4:0 Carvalho-Leite (59.) 5:0 Patesko (67.)                                            | | Paraguay |
| 13. Januar 1937 in Buenos Aires (Gasómetro de Boedo) | | |          |
| Zuschauer: 20.000                                    | | |          |
| Schiedsrichter: José Bartolomé Macías ( Argentinien) | | |          |

## Argentinien – Peru 1:0 (0:0)
| Argentinien                                          | Argentinien | Peru | Peru |
| ---------------------------------------------------- | --- | --- | ---- |
| Argentinien                                          | \| 16. Januar 1937 in Buenos Aires (Gasómetro de Boedo) \| \| Zuschauer: 40.000 \| \| Schiedsrichter: Aníbal Tejada ( Uruguay) \|              | \| 16. Januar 1937 in Buenos Aires (Gasómetro de Boedo) \| \| Zuschauer: 40.000 \| \| Schiedsrichter: Aníbal Tejada ( Uruguay) \| | Peru |
| Argentinien                                          | Estrada – Fazio, Iribarren – Sastre (84. Blotto), Minella, Martínez (80. Colombo) – Peucelle, Varallo, Zozaya, Cherro (61. De la Mata), García | Honores – A. Fernández (T. Fernández), Soria – Tovar, Castillo, Jordán – T. Alcalde, Ibáñez (Arce), Alvarez, J. Alcalde, Paredes  | Peru |
| Argentinien                                          | 1:0 Zozaya (55.) | | Peru |
| Argentinien                                          | Platzverweis: Sastre (84.) Argentinien brachte daraufhin ohne Wissen und Erlaubnis des Schiedsrichters den Spieler Blotto ins Spiel.           | | Peru |
| 16. Januar 1937 in Buenos Aires (Gasómetro de Boedo) | | |      |
| Zuschauer: 40.000                                    | | |      |
| Schiedsrichter: Aníbal Tejada ( Uruguay)             | | |      |

## Paraguay – Chile 3:2 (2:2)
| Paraguay                                             | Paraguay | Chile | Chile |
| ---------------------------------------------------- | --- | --- | ----- |
| Paraguay                                             | \| 17. Januar 1937 in Buenos Aires (Gasómetro de Boedo) \| \| Zuschauer: 12.000 \| \| Schiedsrichter: Aníbal Tejada ( Uruguay) \| | \| 17. Januar 1937 in Buenos Aires (Gasómetro de Boedo) \| \| Zuschauer: 12.000 \| \| Schiedsrichter: Aníbal Tejada ( Uruguay) \| | Chile |
| Paraguay                                             | M. González – Invernizzi, Lezcano – Ayala, M. Ortega, Esquivel – Amarilla, Erico, Núñez-Velloso, Silva, Flor                      | Cabrera – Cortés, Córdova – Montero, Riveros, Ponce – Torres, Arancibia (Carmona), Toro, Avendaño, Ojeda                          | Chile |
| Paraguay                                             | 1:1 Amarilla (15.) 2:1 Flor (22.) 3:2 Núñez Velloso (54.)                                                                         | 0:1 Toro (8.) 2:2 Toro (32.) | Chile |
| 17. Januar 1937 in Buenos Aires (Gasómetro de Boedo) | | |       |
| Zuschauer: 12.000                                    | | |       |
| Schiedsrichter: Aníbal Tejada ( Uruguay)             | | |       |

## Brasilien – Uruguay 3:2 (1:1)
| Brasilien                                            | Brasilien | Uruguay | Uruguay |
| ---------------------------------------------------- | --- | --- | ------- |
| Brasilien                                            | \| 19. Januar 1937 in Buenos Aires (Gasómetro de Boedo) \| \| Zuschauer: 35.000 \| \| Schiedsrichter: José Bartolomé Macías ( Argentinien) \| | \| 19. Januar 1937 in Buenos Aires (Gasómetro de Boedo) \| \| Zuschauer: 35.000 \| \| Schiedsrichter: José Bartolomé Macías ( Argentinien) \| | Uruguay |
| Brasilien                                            | Jurandir – Carnera, Jaú – Tunga, Brandão (Zarzur), Afonsinho – Roberto, Luizinho (Bahía), Carvalho-Leite (Niginho), Tim, Patesko              | Ballestrero – Cadilla, Muñiz – Martínez, Galvalisi, Carreras – Roselli, Varela, Ithurbide (76. Castro), Villadóniga, Camaití (46. Píriz)      | Uruguay |
| Brasilien                                            | 1:1 Carvalho-Leite (36.) 2:2 Bahía (72.) 3:2 Niginho (77.)                                                                                    | 0:1 Villadóniga (1.) 1:2 Píriz (66.) | Uruguay |
| 19. Januar 1937 in Buenos Aires (Gasómetro de Boedo) | | |         |
| Zuschauer: 35.000                                    | | |         |
| Schiedsrichter: José Bartolomé Macías ( Argentinien) | | |         |

## Peru – Chile 2:2 (2:1)
| Peru                                                 | Peru | Chile | Chile |
| ---------------------------------------------------- | --- | --- | ----- |
| Peru                                                 | \| 21. Januar 1937 in Buenos Aires (Gasómetro de Boedo) \| \| Zuschauer: 8.000 \| \| Schiedsrichter: José Bartolomé Macías ( Argentinien) \| | \| 21. Januar 1937 in Buenos Aires (Gasómetro de Boedo) \| \| Zuschauer: 8.000 \| \| Schiedsrichter: José Bartolomé Macías ( Argentinien) \| | Chile |
| Peru                                                 | Honores – A. Fernández, Soria – Tovar, Castillo, Jordán (Portal) – T. Alcalde, Ibáñez, T. Fernández (Magallanes), J. Alcalde, Paredes        | Cabrera – Cortés, Córdova – Montero, Riveros, Ponce – Torres, Arancibia, Toro, Avendaño (Avilés), Ojeda                                      | Chile |
| Peru                                                 | 1:0 J. Alcalde (1.) 2:1 J. Alcalde (26.) | 1:1 Torres (16.) 2:2 Arancibia (70.) | Chile |
| 21. Januar 1937 in Buenos Aires (Gasómetro de Boedo) | | |       |
| Zuschauer: 8.000                                     | | |       |
| Schiedsrichter: José Bartolomé Macías ( Argentinien) | | |       |

## Argentinien – Uruguay 2:3 (0:1)
| Argentinien                                          | Argentinien | Uruguay | Uruguay |
| ---------------------------------------------------- | --- | --- | ------- |
| Argentinien                                          | \| 23. Januar 1937 in Buenos Aires (Gasómetro de Boedo) \| \| Zuschauer: 60.000 \| \| Schiedsrichter: Alfredo Vargas ( Chile) \|                    | \| 23. Januar 1937 in Buenos Aires (Gasómetro de Boedo) \| \| Zuschauer: 60.000 \| \| Schiedsrichter: Alfredo Vargas ( Chile) \|                       | Uruguay |
| Argentinien                                          | Estrada – Tarrío, Iribarren – Sastre, Lazzatti (59. Minella), Martínez (76. Colombo) – Peucelle, Varallo, De la Mata (46. Zozaya), Scopelli, García | Ballestrero (46. Besuzzo) – Cadilla, Muñiz – Martínez, Galvalisi, Carreras – Roselli, Varela, Ithurbide, Villadóniga (75. Borges), Camaití (19. Píriz) | Uruguay |
| Argentinien                                          | 1:3 Varallo (63.) 2:3 Zozaya (68.) | 0:1 Ithurbide (5.) 0:2 Píriz (51.) 0:3 Varela (58.) | Uruguay |
| 23. Januar 1937 in Buenos Aires (Gasómetro de Boedo) | | |         |
| Zuschauer: 60.000                                    | | |         |
| Schiedsrichter: Alfredo Vargas ( Chile)              | | |         |

## Peru – Paraguay 1:0 (1:0)
| Peru                                                  | Peru | Paraguay | Paraguay |
| ----------------------------------------------------- | --- | --- | -------- |
| Peru                                                  | \| 24. Januar 1937 in Buenos Aires (Monumental de Núñez) \| \| Zuschauer: 8.000 \| \| Schiedsrichter: Aníbal Tejada ( Uruguay) \| | \| 24. Januar 1937 in Buenos Aires (Monumental de Núñez) \| \| Zuschauer: 8.000 \| \| Schiedsrichter: Aníbal Tejada ( Uruguay) \| | Paraguay |
| Peru                                                  | Honores – A. Fernández, Soria – Tovar, Arce, Jordán – Lavalle, Ibáñez (?. Magallanes), Alvarez, J. Alcalde (?. Paredes), Morales  | M. González – Invernizzi, Lezcano – Ayala, M. Ortega, Esquivel – Amarilla, Vera, Núñez-Velloso, A. Ortega, Flor                   | Paraguay |
| Peru                                                  | 1:0 Magallanes (84.) | | Paraguay |
| 24. Januar 1937 in Buenos Aires (Monumental de Núñez) | | |          |
| Zuschauer: 8.000                                      | | |          |
| Schiedsrichter: Aníbal Tejada ( Uruguay)              | | |          |

## Argentinien – Brasilien 1:0 (0:0)
| Argentinien                                          | Argentinien | Brasilien | Brasilien |
| ---------------------------------------------------- | --- | --- | --------- |
| Argentinien                                          | \| 30. Januar 1937 in Buenos Aires (Gasómetro de Boedo) \| \| Zuschauer: 65.000 \| \| Schiedsrichter: Aníbal Tejada ( Uruguay) \|         | \| 30. Januar 1937 in Buenos Aires (Gasómetro de Boedo) \| \| Zuschauer: 65.000 \| \| Schiedsrichter: Aníbal Tejada ( Uruguay) \| | Brasilien |
| Argentinien                                          | Bello – Tarrío, Iribarren (46. Fazio) – Sastre, Minella (46. Lazzatti), Martínez – Guaita, Varallo, Zozaya, Scopelli (46. Cherro), García | Jurandir – Nariz, Jaú – Tunga (Britto), Brandão, Afonsinho – Roberto, Bahía (Luizinho), Niginho (Cardeal), Tim, Patesko           | Brasilien |
| Argentinien                                          | 1:0 García (48.) | | Brasilien |
| 30. Januar 1937 in Buenos Aires (Gasómetro de Boedo) | | |           |
| Zuschauer: 65.000                                    | | |           |
| Schiedsrichter: Aníbal Tejada ( Uruguay)             | | |           |

## EntscheidungsspielArgentinien – Brasilien 2:0 n.V.
| Argentinien                                          | Argentinien | Brasilien | Brasilien |
| ---------------------------------------------------- | --- | --- | --------- |
| Argentinien                                          | \| 1. Februar 1937 in Buenos Aires (Gasómetro de Boedo) \| \| Zuschauer: 80.000 \| \| Schiedsrichter: Luis Alberto Mirabal ( Uruguay) \|                                                              | \| 1. Februar 1937 in Buenos Aires (Gasómetro de Boedo) \| \| Zuschauer: 80.000 \| \| Schiedsrichter: Luis Alberto Mirabal ( Uruguay) \| | Brasilien |
| Argentinien                                          | Bello – Tarrío, Fazio – Sastre, Lazzatti, Martínez – Guaita, Varallo (84. De La Mata), Zozaya (65. Ferreyra), Cherro (46. Peucelle), García                                                           | Jurandir – Carnera, Jaú – Britto, Brandão, Afonsinho – Roberto (Carreiro), Luizinho (Bahia), Cardeal (Carvalho-Leite), Tim, Patesko      | Brasilien |
| Argentinien                                          | 1:0 De La Mata (109.) 2:0 De La Mata (112.) | | Brasilien |
| Argentinien                                          | Das Spiel wurde gegen Ende der Spielzeit für 40 Minuten unterbrochen. Nach dem Wiederbeginn pfiff der Schiedsrichter das Spiel in der 86. Minute ab. Das Match ging anschließend in die Verlängerung. | | Brasilien |
| 1. Februar 1937 in Buenos Aires (Gasómetro de Boedo) | | |           |
| Zuschauer: 80.000                                    | | |           |
| Schiedsrichter: Luis Alberto Mirabal ( Uruguay)      | | |           |